# Raymond Gradus

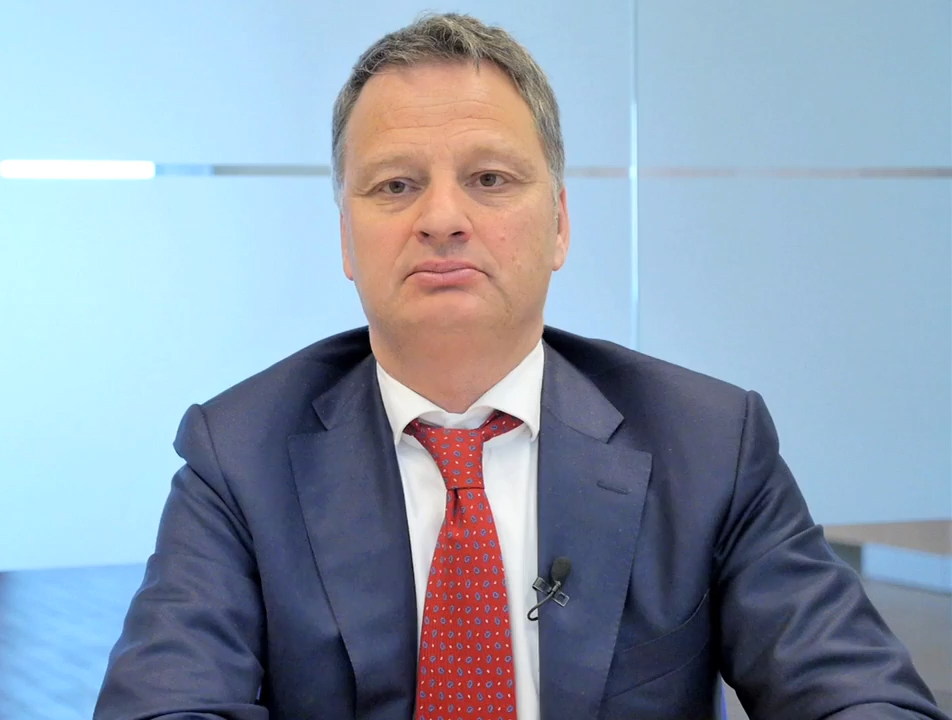
Raymond Gradus, 2016

Raymond H.J.M. Gradus (Veldhoven, 1962) is hoogleraar bestuur en economie van de publieke en non-profit sector aan de Vrije Universiteit Amsterdam en is tevens verbonden aan de vakgroep Accounting en het Zijlstra Center for Public Control, Leadership and Governance. Sinds 1 juli 2017 is hij voorzitter van de onafhankelijke Colleges financieel toezicht (Cft), te weten het College financieel toezicht Curaçao en Sint Maarten, het College financieel toezicht Aruba (CAft) en het College financieel toezicht Bonaire, Sint Eustatius en Saba. Per 1 juli 2020 is hij in die functie herbenoemd voor de periode van drie jaar. Hij werd opgevolgd per 1 februari 2023 door Lidewijde Ongering. 

## Levensloop
Gradus heeft in 1980 het VWO aan het Anton van Duinkerkencollege in Veldhoven afgerond en studeerde daarna Algemene en Bedrijfseconometrie aan de Katholieke Universiteit Brabant. Vanaf 1986, aan het begin van zijn carrière, werkte hij als wetenschappelijk onderzoeker en universitair docent. In 1990 promoveerde Gradus tot doctor in de economische wetenschappen aan de universiteit waar hij eerder zijn doctorale opleiding volgde. Daar was hij in de periode 1990-1992 tevens als universitair docent algemene economie verbonden.
In 1992 volgde een overstap naar de bestuurlijke sector op diverse economische en financiële beleidsterreinen. Hij ging eerst werken bij de directie Algemene Financiële en Economische Politiek van het ministerie van Financiën en daarna als projectleider Markt en Overheid bij het ministerie van Economische Zaken. In 1999 stapte hij over naar het ministerie van Sociale Zaken en Werkgelegenheid, waar hij vanaf 2003 de functie van directeur Financieel Economische Zaken vervulde. Van 1996 tot en met 2004 combineerde prof. Gradus zijn respectievelijke functies bij de diverse ministeries met die van (part-time) universitair hoofddocent Financieel-Economisch Beleid aan de Erasmus Universiteit Rotterdam. 
In 2004 werd Gradus hoogleraar Bestuur en Economie van de publieke en non-profit sector aan de Vrije Universiteit Amsterdam. Tussen 2008 en 2015 was hij directeur van het Wetenschappelijk Instituut voor het CDA. Hij is daarnaast lid van de Raad van Toezicht en voorzitter van het auditcomité van de Haagse Hogeschool (HHS). Per 1 juli 2017 is hij tevens voorzitter van de Colleges financieel toezicht voor de (ei)landen van de voormalige Nederlandse Antillen. Per 1 juli 2020 is hij in die functie herbenoemd voor de periode van drie jaar en bekleedde deze functie tot 1 februari 2023.
Gradus heeft diverse wetenschappelijke publicaties op zijn naam staan over onder meer sociale zekerheid, medeoverheden, milieubeleid en marktwerking.